# Jan Sawicki (generał)

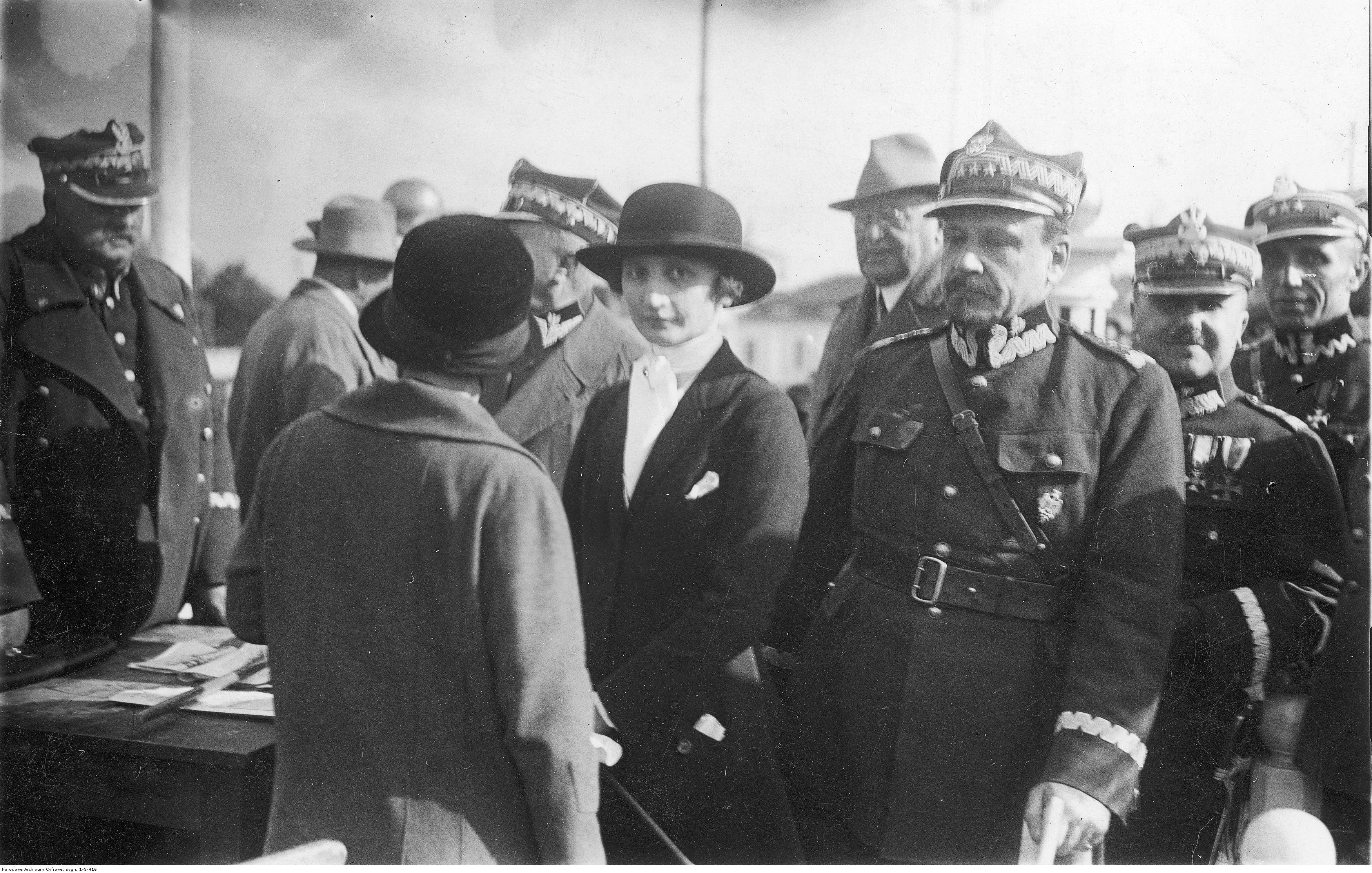
Zawody konne w Poznaniu. Widoczni gen. Jan Sawicki (1. z lewej), gen. Józef Haller (3. z prawej), gen. Edmund Hauser (2. z prawej); czerwiec 1926

Jan Sawicki (ur. 7 lipca 1872 w Telatyczach, zm. w maju 1940 w Jarosławlu) – generał brygady Wojska Polskiego.

## Życiorys
Urodził się 7 lipca 1872 w majątku Telatycze, w ówczesnym powiecie brzeskim guberni grodzieńskiej, w rodzinie Karola i Elwiry z Puczniewskich. Ukończył Szkołę Realną w Białymstoku.
8 sierpnia 1892 wstąpił do armii rosyjskiej. W 1894 ukończył Nikołajewską Szkołę Kawalerii w Petersburgu w stopniu podporucznika kawalerii. Podpułkownik z 1910, a od 1914 pułkownik i dowódca pułku dragonów. 
Podczas I wojny światowej dowodził pułkiem oraz brygadą kawalerii na frontach austriackim i niemieckim. 23 lipca 1917 awansował do stopnia generała majora. Po rewolucji październikowej był członkiem Polskiego Komitetu Wojskowego przy rosyjskiej 8 Armii i dowódcą tworzonych w niej oddziałów polskich.
W marcu 1919 został przyjęty do Wojska Polskiego i mianowany dowódcą III Brygady Jazdy na froncie galicyjskim i wołyńskim. Przejściowo dowodził także 13 Dywizją Piechoty. 1 maja 1920 został zatwierdzony z dn. 1 kwietnia 1920 w stopniu generała podporucznika. W czasie wojny polsko-bolszewickiej 1919–1920 był dowódcą 1 Dywizji Jazdy (od czerwca) i Grupy Operacyjnej Jazdy (od 15 lipca). Skutecznie walczył z oddziałami Konarmii Siemiona Budionnego na Wołyniu i Podolu.
Po wojnie (sierpień 1920 – czerwiec 1924) służył w Centralnej Komisji Kontroli Stanów. 26 stycznia 1922 został mianowany członkiem Oficerskiego Trybunału Orzekającego, a 28 marca zastępcą przewodniczącego tegoż trybunału. 3 maja 1922 został zweryfikowany w stopniu generała brygady ze starszeństwem z dnia 1 czerwca 1919 i 59. lokatą w korpusie generałów. 1 czerwca 1924 został mianowany dowódcą 3 Dywizji Kawalerii w Poznaniu. 16 listopada 1925 został wyznaczony na stanowisko dowódcy 2 Dywizji Kawalerii w Warszawie. Przeniesienie miało bezpośredni związek z usunięciem gen. bryg. Gustawa Orlicz-Dreszera ze stołecznego garnizonu przez ówczesnego ministra spraw wojskowych, gen. dyw. Władysława Sikorskiego, za wygłoszone dzień wcześniej w Sulejówku przemówienie. 31 grudnia 1925 – po objęciu teki ministra spraw wojskowych przez gen. broni Lucjana Żeligowskiego – został przywrócony na poprzednie stanowisko służbowe. Podczas zamachu stanu w maju 1926 opowiedział się po stronie legalnych władz RP. Z dniem 1 marca 1927 został mu udzielony dwumiesięczny urlop z zachowaniem uposażenia, a z dniem 30 kwietnia tego roku został przeniesiony w stan spoczynku. Osiadł w rodzinnym majątku w Telatyczach.
We wrześniu 1939 był ciężko chory i nie mógł chodzić o własnych siłach. Po agresji sowieckiej na Polskę został wywieziony 10 lutego 1940 roku na wschód. Według relacji naocznego świadka został wraz z synem załadowany do transportu na stacji w Wysokim Litewskim i zmarł w wagonie kilka dni później.
Był wdowcem, miał syna Władysława (ur. 1903).

## Ordery i odznaczenia
- Krzyż Walecznych – 20 czerwca 1923[20][2]
- Medal Pamiątkowy za Wojnę 1918–1921[2]
- Medal Dziesięciolecia Odzyskanej Niepodległości[2]
- Medal Zwycięstwa[2]

rosyjskie
- Order Świętego Jerzego 4 stopnia – 31 października 1917 rozkazem 7 Armii „za szarżę pułku pod Czortkowem”[21][9]
- Order Świętego Włodzimierza 4 stopnia z mieczami[21][9]
- Order Świętej Anny 2 stopnia z mieczami[21]
- Order Świętego Stanisława 2 stopnia – 16 lutego 1911[9] (miecze do orderu otrzymał w czasie I wojny światowej[21])
- Order Świętej Anny 3 stopnia – 1906[9] (miecze do orderu otrzymał w czasie I wojny światowej[21])
- Order Świętej Anny 4 stopnia z napisem na szabli „Za odwagę”[21]